# Yanco
Yanco is een plaats in de Australische deelstaat New South Wales.